# Trollface

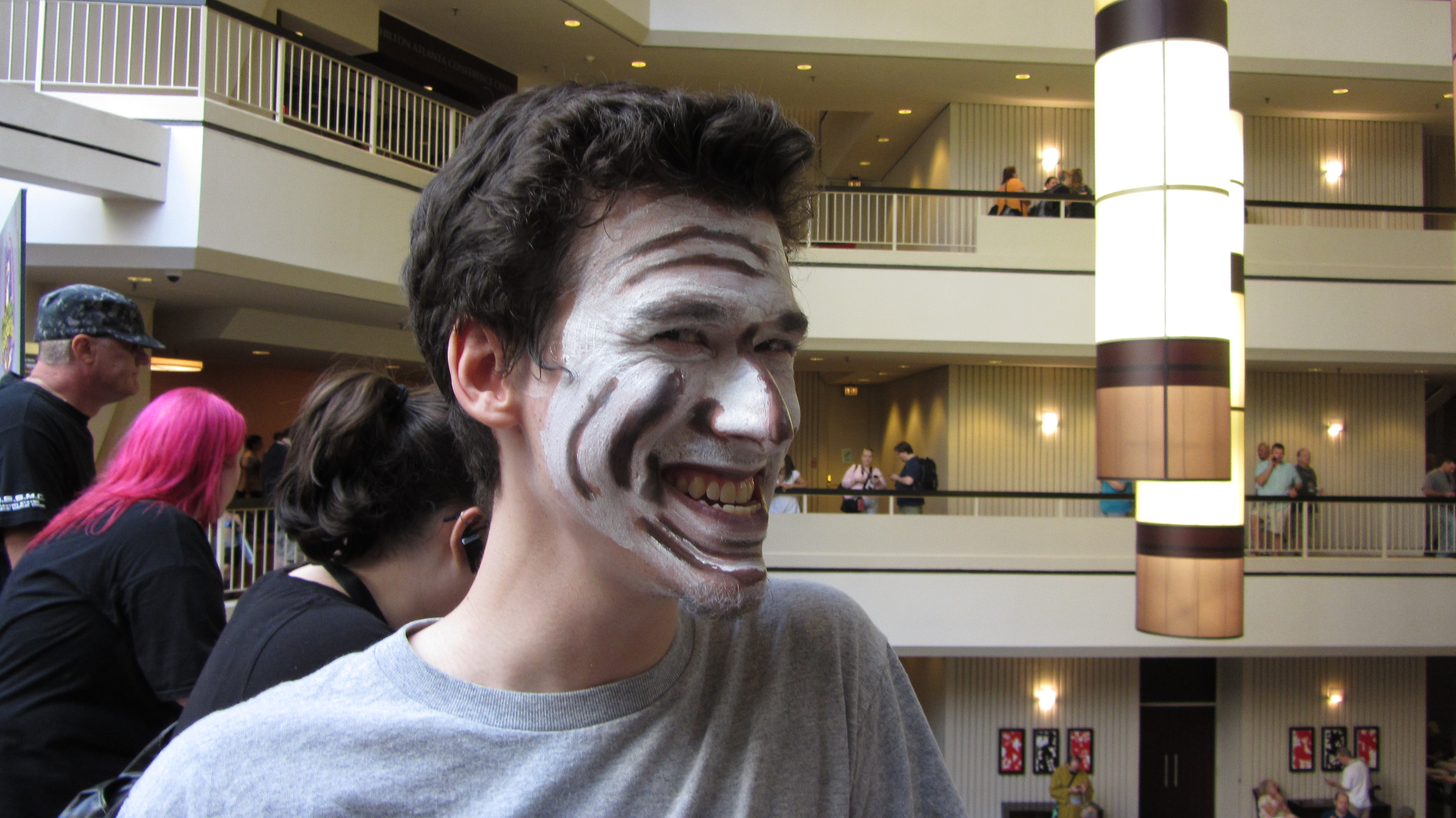
Férfi Trollface sminkkel a Dragon Con 2011-en

A Trollface vagy Troll Face egy dühképregény mémképe egy huncut mosolyt viselő karakterről, amely az internetes trollokat és a trollkodást szimbolizálja. Ez az egyik legrégebbi és legszélesebb körben ismert dühképregényarc.

## Története
A Trollface-t Carlos Ramirez, egy 18 éves oaklandi főiskolai hallgató rajzolta meg a Microsoft Paintben 2008. szeptember 19-én. A képet Ramirez DeviantArt oldalán, a "Whynne"-en tették közzé a Trollok című dühképregény részeként , amely a trollkodás értelmetlen természetéről szól. Ramirez közzétette a képet a 4chan webhelyen, és más felhasználók elkezdték megosztani. A következő hónapokban Ramirez rajza gyorsan elterjedt a 4chanon, mint egy internetes troll univerzális hangulatjele és egy sokoldalú dühképregény karakter. A 4chanről a Trollface 2009-ben átterjedt a Redditre és az Urban Dictionaryre, pedig végül más internetes képmegosztó oldalakra is eljutott, mint például az Imgur és a Facebook.
2021 márciusában Ramirez bejelentette szándékát, hogy eladjon egy nem helyettesíthető tokent a Trollface számára.

## Használata
A Trollface egy trollt mutat, valakit, aki a saját szórakoztatásukra bosszant másokat az interneten. Ramirez eredeti képregénye a trollokat gúnyolta; azonban a képet széles körben használják a trollok. A Trollface a "nyah nyah nyah nyah nyah nyah" vagy a nyelv kinyújtása internetes megfelelője. A képet gyakran kísérik olyan kifejezések, mint a "Probléma?" vagy "Dühös vagy, tesó?"

## Szerzői joga
2015. április 8-án Kotaku részletes interjút közölt Ramirezzel a mára ikonikussá vált düh-komikus karakteréről. A cikkben Ramirez úgy becsülte, hogy amióta 2010. július 27-én regisztrálta a trollokat az Egyesült Államok Szerzői Jogi Hivatalánál, több mint 100 000 dollárt keresett a Trollface-hez kapcsolódó licencdíjak és egyéb kifizetések formájában, beleértve az arccal díszített ingek licencét, amelyeket a Hot Topic kiskereskedelmi lánc, amelynek havi bevételei a csúcson elérik a 15 000 dollárt.
Ezen kívül Ramirez egy háttértörténetet is felkínált a Meme Run for Wii U videojáték szerzői jogok megsértése miatti eltávolítása mögött, mivel a Trollface szerepelt a főszerepben. A Trollface szerzői jogvédelem alatt áll, de nem védjegye.

## Hatása
A Trollface-t La Tercera "a mémek atyjaként" írta le.A Trollface mellszobrát a mexikóvárosi Museo del Meme múzeumban állították ki.
2012 márciusában egy népszerű videó egy Trollface felirattal és a „Problem?” felirattal díszített transzparenst mutatott be. A török második ligás labdarúgócsapat, az Eskişehirspor szurkolói tiltakoznak a szabálymódosítás ellen.
A Black Mirror „Pofa be és táncolj” című epizódjában a zsarolók Trollface fényképeket küldenek, miután kiszivárogtatják az áldozatok titkait, annak ellenére, hogy engedelmeskedtek.
2021 februárjában Rebecca Black kiadta a 2011-es "Friday" című dalának remixét a fennállásának 10. évfordulója alkalmából, a dal videoklipjében több dühképregény karakter is szerepel, köztük Trollface.

## Fordítás
Ez a szócikk részben vagy egészben  a   Trollface című angol Wikipédia-szócikk fordításán alapul.  Az eredeti cikk szerkesztőit annak laptörténete sorolja fel. Ez a jelzés csupán a megfogalmazás eredetét és a szerzői jogokat jelzi, nem szolgál a cikkben szereplő információk forrásmegjelöléseként.